# Alcibiades DeBlanc

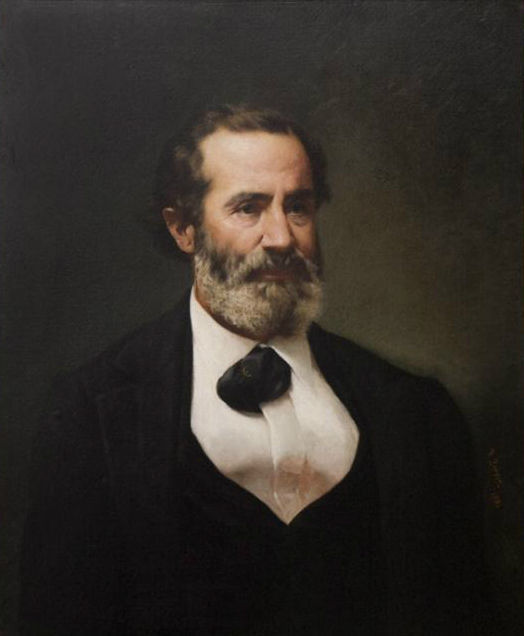
Alcibiades DeBlanc

Jean Maximilien Alcibiades Derneville DeBlanc (* 16. September 1821 in St. Martinville, St. Martin Parish, Louisiana; † 8. November 1883 ebenda) war ein US-amerikanischer Anwalt und Colonel im konföderierten Heer sowie der Gründer der Knights of the White Camelia, einer militanten Gruppe von Anhängern der White Supremacy, ähnlich dem Ku-Klux-Klan.

## Früheres Leben und Familie
DeBlanc wurde 1821 in St. Martinville geboren. Er war französischer Abstammung, seine Vorfahren hatten sich bereits zu den Anfängen der Kolonialisierung Louisianas in Louisiana angesiedelt. Er wurde Anwalt und Abgeordneter im Senat von Louisiana.

## Sezessionskrieg
Kurz nach Ausbruch des amerikanischen Bürgerkrieges verpflichtete sich DeBlanc am 19. Juni, 1861 in Camp Moore, Louisiana als Soldat in der Confederate States Army. Er erhielt den Rang eines Captains in der Kompanie C im achten Louisiana Infanterieregiment (8th Louisiana Infantry), welche zur Army of Northern Virginia gehörte. Er stieg 1862 in den Rang eines Majors auf und wurde ein Jahr später, am 6. April zum Lieutenant Colonel in Fredericksburg (Virginia) befördert. Während des Chanchellorsville-Feldzugs geriet DeBlanc am 4. Mai 1863 in Kriegsgefangenschaft der Union. Aus dieser wurde er wenig später entlassen.
DeBlanc nahm auch an der Schlacht von Gettysburg im Juli 1863 teil, wo ihm das Kommando über das achte Louisiana Infanterieregiment in Earlys Division übertragen wurde, nachdem der ursprüngliche Kommandeur, Colonel Trevanian D. Lewis getötet worden war. DeBlanc wurde in Gettysburg am Arm verwundet und am zweiten Tag der Schlacht, dem 2. Juli 1863 vom konföderierten Präsidenten Jefferson Davis persönlich, in den Rang eines Colonels erhoben.  Bei seiner Rückkehr nach Louisiana 1864 kommandierte er konföderierte Reservetruppen in Natchitoches. Im Juni 1865, als die meisten konföderierten Truppen bereits den Kampf eingestellt hatten und die Konföderation weitgehend zusammengebrochen war, kapitulierte er schließlich und half dem Unionsgeneral Francis J. Herron die Kontrolle über das ehemals konföderierte Louisiana zu behalten, bis Nachschub an Unionstruppen eintraf.

## Knights of the White Camellia
DeBlanc war nach dem Krieg an der Gründung der militanten Gruppe Knights of the White Camellia beteiligt. Diese lehnte den Prozess der Reconstruction, also der Wiedereingliederung der ehemaligen konföderierten Gebiete in die Vereinigten Staaten von Amerika ab. Ebenso unterstützte sie die Demokratische Partei bei Präsidentschaftswahl in den Vereinigten Staaten 1868 und war in entschiedener Gegnerschaft zur Republikanischen Partei. Auch wenn die Wahl, der republikanische Kandidat Ulysses S. Grant gewann, konnte der demokratische Bewerber Horatio Seymour zumindest den Staat Louisiana für sich entscheiden. The Knights of the White Camellia  waren nach der Wahl 1868 nicht mehr größer in Erscheinung getreten. Andere Gruppen wie die White League in Louisiana oder die White-Liners in Mississippi traten an ihre Stelle und verwendeten ähnliche Taktiken gegen Republikaner in den 1870er Jahren.
DeBlanc war weiterhin als Aktivist gegen die Reconstruction aktiv. Er stand vor allem der umstrittenen Wahl zum Gouverneur von William P. Kellogg 1874 ablehnend gegenüber. Mit 600 Unterstützern und anderen bewaffneten Milizen besetzte er in einer Aktion, die als Schlacht um Liberty Place bekannt geworden ist, mehrere wichtige Gebäude in New Orleans für drei Tage. Danach mussten sie im Angesicht von Regierungstruppen ihr Vorhaben abbrechen. DeBlanc wurde zwar verhaftet, jedoch nie angeklagt. Er wurde in der Bevölkerung als Held gefeiert und „King of the Cadiens“ (Akadien) genannt.

## Späteres Leben
1876 wurde DeBlanc vom demokratischen Gouverneur Francis T. Nicholls zum Richter am Louisiana Supreme Court ernannt, nachdem weiße Demokraten wieder die Kontrolle über die Staatspolitik zurückgewannen. Im darauffolgenden Jahr zogen sich auch die Unionstruppen vollständig aus dem Süden zurück. Er arbeitete als Richter bis 1879, als eine neue Verfassung die Struktur des Gerichts änderte. Danach kehrte er nach St. Martinville zurück, wo er 1883 starb.